# Череватовка (Белопольский район)
Череватовка (укр. Череватівка) — село,
Шкуратовский сельский совет,
Белопольский район,
Сумская область,
Украина.
Код КОАТУУ — 5920689504. Население по переписи 2001 года составляло 205 человек.

## Географическое положение
Село Череватовка находится на расстоянии в 1,5 км от города Ворожба.
По селу протекает пересыхающий речей с запрудой.
Около села большое железнодорожное депо.

## Известные люди
В селе родился Герой Советского Союза [Логвин, Филипп Андреевич].